# آرمادیلوی بینی‌دراز بزرگ
آرمادیلوی بینی‌دراز بزرگ (نام علمی: Dasypus kappleri) نام یک گونه از سرده پشمینه‌پاها است.